# Canarium littorale
Canarium littorale là một loài thực vật có hoa trong họ Burseraceae. Loài này được Blume mô tả khoa học đầu tiên năm 1826.